# Dierama mossii
Dierama mossii är en irisväxtart som först beskrevs av Nicholas Edward Brown, och fick sitt nu gällande namn av Olive Mary Hilliard. Dierama mossii ingår i släktet Dierama och familjen irisväxter. Inga underarter finns listade i Catalogue of Life.